# Verenigde Protestantse Kerk in België
De Verenigde Protestantse Kerk in België (ook wel de VPKB) is een vereniging van drie verschillende kerkgenootschappen, namelijk de Protestantse Kerk van België, de Hervormde Kerk van België en de Kring van de Belgische Gereformeerde Kerken. De VPKB werd opgericht in 1979. De huidige voorzitter van de Synodale Raad is Ds. Steven Fuite. De hoofdzetel van de organisatie is gevestigd in het 'Huis van het Protestantisme', Brogniezstraat 44, 1070 Anderlecht.
De VPKB omvat ruim honderd gemeenten in zowel Vlaanderen, Wallonië, het Brussels Hoofdstedelijk Gewest als de Duitstalige Gemeenschap. Deze gemeenten zijn gegroepeerd in zes districten:
- District Antwerpen-Brabant-Limburg
- District Franstalig Brabant
- District Luik
- District Oost-Henegouwen-Namen-Luxemburg
- District Oost- en West-Vlaanderen
- District West-Henegouwen

De VPKB is lid van de Wereldraad van Kerken.

## Media
Toen er nog zendtijd voor derden bestond, verzorgde de VPKB de radio- en televisie-uitzendingen door middel van de PRO (Protestantse Omroep). 